# Provincia Niğde
Provincia Niğde este o provincie a Turciei cu o suprafață de  km², localizată în